# Ogataea thermomethanolica
Ogataea thermomethanolica är en svampart som beskrevs av Limtong, Srisuk, Yongman., Yurim., Nakase & N. Kato ex Limtong, Srisuk, Yongman., Yurim. & Nakase 20. Ogataea thermomethanolica ingår i släktet Ogataea och familjen Pichiaceae.   Inga underarter finns listade i Catalogue of Life.